# 谢拉新村
阿尔德亚努埃瓦德拉谢拉，是西班牙卡斯蒂利亚-莱昂萨拉曼卡省的一个市镇。 总面积15平方公里，总人口121人（2001年），人口密度8人/平方公里。